# Сколівський повіт
Сколівський повіт — історична адміністративна одиниця на українських землях, що входила до складу Австро-Угорщини, Західно-Української Народної республіки і Польщі. Адміністративним центром повіту було місто Сколе.
Нині на території Сколівського повіту розташована адміністративна одиниця Львівської області — Сколівський район.

## Австро-Угорщина
Сколівський повіт утворений у 1854 р. У 1867 р. приєднаний до Стрийського повіту, однак при переписах продовжувала збиратись інформація у форматі колишнього повіту і зберігалась окрема судова адміністрація до 1911 р., коли повіт було відновлено.
На 1911 р. повіт поділявся адміністративно на 52 громади, земельно — на 46 кадастральних гмін та займав площу 1268 км², населення повіту складало 55 353 особи, українці-грекокатолики становили 77 %, євреї — 11 %.

## У складі ЗУНР
Повітовим комісаром був Степан Корженьовський, харчовий референт староства. Делегатом до УНРади був обраний о. Євстахій Качмарський, парох у Славсько (УНДП).
Повіт входив до Стрийської військової округи Станиславської військової області ЗУНР.

## Під польською окупацією
Включений до складу Станіславського воєводства після утворення воєводства у 1920 році на окупованих землях ЗУНР. До складу повіту входило 96 поселень (з них 1 місто, 49 сільських гмін і 45 фільварків) з 9 353 житловими будинками.
Загальна чисельність населення повіту становила 48 050 осіб (за даними перепису населення 1921 року), з них 33 113 — греко-католики, 4 949 — римо-католики, 4 752 — юдеї, 236 — інших визнань.

### Зміни адміністративного поділу
В 1929 р. село Кам'янка передане з Долинського повіту до Сколівського.
1 квітня 1932 року повіт ліквідовано, а його територію приєднано до стрийського повіту.

#### Міста (Міські ґміни)
містечко Сколе — місто з 1934 р.

#### Сільські ґміни
Кількість: 1920—1929 рр. — 49, 1929—1932 рр. — 50
1. Аннаберг
2. Вижлув
3. Волосянка
4. Головєцко
5. Гребенув
6. Гутар
7. Ґрабовєц Скольскі
8. Єлєнковате
9. Жупанє
10. Кальне
11. Камьонка — з 1929 р.
12. Карлсдорф
13. Климець
14. Козьова
15. Коростув
16. Корчин Рустикальни
17. Корчин Шляхецкі
18. Крушельніца Рустикальна
19. Крушельніца Шляхецка
20. Лавочне
21. Лібохора
22. Мєндзиброди
23. Опожец
24. Орава
25. Оравчик
26. Плав'є
27. Побук
28. Погар
29. Подгородце
30. Рикув
31. Рожанка Вижна
32. Рожанка Ніжна
33. Синовудзко Вижне
34. Синовудзко Ніжне
35. Славско
36. Сморже Дольне
37. Сморже Містечко
38. Сопот
39. Стинава Вижна
40. Стинава Ніжна
41. Тарнавка
42. Тисовєц
43. Тишовніца
44. Труханув
45. Тухля
46. Тухолька
47. Урич
48. Феліцієнталь
49. Хащованє
50. Ямєльніца

#### Фільваркові господарства
- Хащованє
- Феліцієнталь
- Ґрабовєц Скольскі
- Головєцко
- Гребенув
- Гутар
- Ямєльніца
- Єлєнковате
- Кальне
- Клімєц
- Корчин Рустикальни
- Корчин Шляхецкі
- Коростув
- Козьова
- Крушельніца Рустикальна
- Крушельніца Шляхецка
- Лібохора
- Лавочне
- Опожец
- Орава
- Плавє
- Побук
- Подгородце
- Погар
- Рожанка Ніжна
- Рожанка Вижна
- Рикув
- Сколє
- Славско
- Сможе Дольне
- Сможе Мястечко
- Сопот
- Стинава Ніжна
- Синовудзко Ніжне
- Синовудзко Вижне
- Тарнавка
- Труханув
- Тухля
- Тухолька
- Тисовєц
- Тишовніца
- Урич
- Волосянка
- Вижлув
- Жупанє

### Староста
- Кароль Магр